# Золнерчик, Гарри
Га́ррисон Золнерчик (англ. Harrison Zolnierczyk; род. 1 сентября 1987, Торонто) — канадский хоккеист.

## Игровая карьера

### Юниорская карьера
В юности участвовал в Международном хоккейном турнире «Пи-Ви» в Квебеке с юношеской командой «Миссисога Сенаторз» в 2001 году. Играл в юношеских командах Миссисоги до 2005 года. С 2005 по 2007 год Гарри выступал за «Олберни Уэлли Булдогс». С 2007 по 2011 год обучался в университете Брауна и выступал за хоккейную команду данного университета в I дивизионе NCAA. В последнем сезоне являлся капитаном команды, заменив ушедшего с данного поста Аарона Волпатти. Также в этом Гарри набрал 31 очко в 30 матчах и был назван игроком года Лиги плюща.

### Профессиональная карьера
На Драфте НХЛ никем не выбирался, поэтому имел право подписать контракт с любой командой НХЛ. 8 марта 2011 года подписал однолетний контракт с «Филадельфией Флайерз» на сумму $ 900 тыс., который вступил в силу в сезоне 2011/12. Однако Золнерчик хотел продолжить играть в сезоне 2010/11 и вскоре подписал контракт до конца сезона 2010/11 с фарм-клубом «Филадельфии» — «Адирондак Фантомс». В 16 играх за «Фантомс» забил 2 гола, отдал 3 передачи и набрал 37 штрафных минут. Новый сезон также начал в АХЛ и 4 октября 2011 года был сослан в «Адирондак». Однако уже 18 октября 2011 года был вызван из АХЛ, чтобы заменить травмированного Андреаса Нёдля. В этот же день он провел первую игру в НХЛ и забил первый гол вратарю Крэйгу Андерсону из «Оттавы Сенаторз» за 45 секунд до конца третьего периода. В сезоне 2011/12 набрал 6 очков в 37 матчах в стане «лётчиков». 24 июля 2012 года «Филадельфия» подписала с Золнерчиком новый однолетний контракт на сумму $ 600 тыс. Сезон 2012/13 Харри провел преимущественно в АХЛ, сыграв всего в 7 матчах за «Флайерз» и отдав 1 передачу. 3 марта 2013 года Харри получил четырехматчевую дисквалификацию после хита на Майке Ландине в матче против «Оттавы». У самого Ландина было диагностировано сотрясение мозга. 1 апреля 2013 года «Филадельфия Флайерз» обменяла Золнерчика в «Анахайм Дакс» на нападающего Джея Роузхилла. Однако вызова в основную команду он не получил и после сезона был обменян 24 июня 2013 года в «Питтсбург Пингвинз» на права на защитника Алекса Гранта. 12 июля 2013 года подписал однолетний контракт с «Пингвинз» на сумму $ 550 тыс. За «пингвинов» в сезоне 2013/14 провел всего 13 матчей, в которых забил 2 гола, проведя вновь сезон преимущественно в АХЛ. 1 июля 2014 года подписал однолетний двухсторонний контракт с «Нью-Йорк Айлендерс» на сумму $ 650 тыс., но за основную команду провел лишь 2 встречи из-за травм Кэла Клаттербака и Михаэля Грабнера. За фарм-клуб «Бриджспорт Саунд Тайгерс» провел 60 матчей, в которых набрал 44 очка. 3 июля 2015 года подписал контракт с «Анахайм Дакс» на сумму $ 600 тыс., но в сезоне 2015/16 сыграл всего 1 матч за «уток». 1 июля 2016 года подписал контракт с «Нэшвилл Предаторз» на сумму $ 575 тыс. За «хищников» в сезоне 2016/17 провел 24 матча в регулярном сезоне и набрал 4 очка, играя преимущественно в 4-м звене. Золнерчик сыграл в 11 матчах в плей-офф, в которых набрал 3 очка. Первый гол в плей-офф НХЛ забил с передачи Маттиаса Экхольма и Пекки Ринне в матче против «Чикаго Блэкхокс» вратарю Кори Кроуфорду во 2-м матче четвертьфинала Западной конференции. В данной серии «Нэшвилл» неожиданно для многих «всухую» разгромил «Чикаго Блэкхокс» со счётом 4:0 в серии. После вместе с командой Гарри дошел до Финала Кубка Стэнли. 31 августа 2017 года подписал пробный контракт с «Флоридой Пантерз», однако 1 октября 2017 года покинул команду. 3 октября 2017 года подписал однолетний контракт с «Нэшвилл Предаторз» на сумму $ 650 тыс., однако весь сезон провел в АХЛ, выступая за «Милуоки Эдмиралс». За «Милуоки» набрал 42 очка в 73 матчах. 12 июля 2018 года подписал контракт с фарм-клубом «Флориды Пантерз» — «Спрингфилд Тандербёрдзс», за которых сыграл 72 встречи, в которых набрал 51 очко. 1 июля 2019 года подписал однолетний контракт с фарм-клубом «Нью-Йорк Рейнджерс» — «Хартфорд Вулф Пэк», однако не смог явиться на тренировочные сборы и объявил о завершении карьеры.

## Личная жизнь
6 июня 2017 года было объявлено, что Золнерчик будет участвовать в летней профессиональной лиге Foxboro в качестве капитана «Team Pop Tops» в спортивном центре в Фоксборо, штат Массачусетс. 23 августа 2017 года в спортивном центре Foxboro Золнерчик привёл свою команду к победе в чемпионате со счетом 10:9, а также получил награду за игру, названную «наградой за спортивное мастерство Денниса Катлера», после того, как раздал использованные в игре клюшки двум местным подросткам, которые поддерживали команду.

## Награды и достижения
В 2009 году был включён во Всеакадемическую команду Северо-Восточной конференции I дивизиона NCAA. В 2011 был назван игроком года Лиги плюща.